# Чечен (загін)
Загін «Чечен» або ОПГ «Чечен» — незаконне збройне формування, що діє на території тимчасово окупованої Донецької області.

## Історія
Перші згадки про угруповання з'явилися восени 2014 року, угруповання займалося грабунками, переважно у Київському районі Донецька. Місцева про-колабораціоністська преса називала їх «бандитами, що видають себе за ополченців».
У 2017 році пошуковець Algri опублікував масив зібраних даних — угруповання мало на озброєнні зразки новітньої російської зброї, зокрема АС «Вал», Орсис Т-5000. Була наявна і власна бронетехніка. Серед учасників угруповання зафіксовані росіяни, зокрема мешканець Ханти-Мансійську з неонацистськими татуюваннями.
Угруповання долучалося до охорони Олександра Захарченка.
В листопаді 2017 року БТР-80 угруповання було ідентифіковано на вулицях Луганська під час боротьби за владу між Плотницьким і місцевим головою силових структур Корнетом.

## Матеріали
- Chaos in Luhansk, Explained [Архівовано 1 грудня 2017 у Wayback Machine.](англ.) // AtlanticCouncil, 29 листопада 2017